# Karmei Yosef
Karmei Yosef (en hebreo: כַּרְמֵי יוֹסֵף‎; en español Viñedos de José) es un moshav en las estribaciones de Judea, en el centro de Israel. Ubicado en la Sefelá entre Ramle y Rehovot, dentro de la jurisdicción del Consejo Regional de Gezer. En 2019 tenía una población de 1743 personas.

## Historia

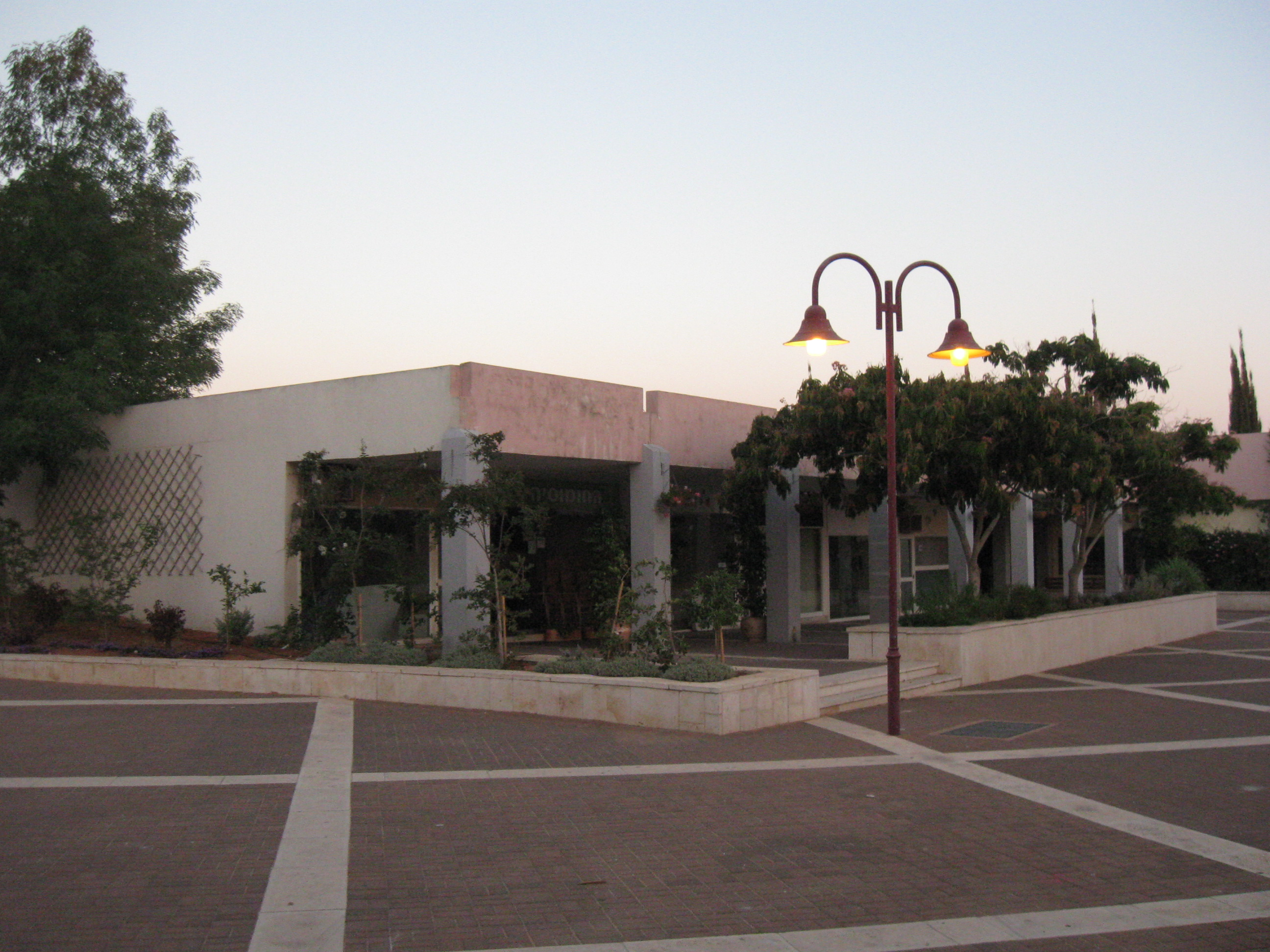
Karmei Yosef

Karmei Yosef fue fundado en 1984 por antiguos residentes de Ness Ziona y Rehovot, y recibió su nombre por el líder político israelí Yosef Sapir. Karmei Yosef se extiende sobre una superficie aproximada de 164 hectáreas (1640 dunam). La aldea está a una altitud de 200 a 260 metros sobre el nivel del mar, limitando con el valle de Ayalon al norte y el bosque Meginim al sur. Karmei Yosef está situado en medio de tierras agrícolas, en su mayoría viñedos que producen uvas de mesa y para vino, así como frutales y olivares, que cubren 750 hectáreas (7500 dunam).
El centro de Karmei Yosef cuenta con una sinagoga, áreas de juego, servicios de salud, un centro comunitario que organiza actividades para todas las edades, guarderías, tiendas comerciales y un mercado de alimentos. Los niños en edad escolar son transportados en autobús a las escuelas regionales en la cercana Beit Hashmonay. En los alrededores del pueblo hay bodegas vinícolas familiares, almazaras y una planta que produce frutos secos. Los residentes de la aldea trabajan tanto en la agricultura como en las ciudades centrales de Israel, incluidas Tel Aviv y Jerusalén.
Karmei Yosef se encuentra junto a la antigua ciudad de Gezer. Gezer fue una ciudad cananea importante durante la Edad del Bronce y una ciudad israelita durante la Edad del Hierro. La ciudad se menciona en la estela de Merneptah, que data de finales del siglo XIII a. C. y según la Biblia, Josué derrotó al rey de Gezer en sus batallas por Caanán (Josué 10:33).
Los valles y campos circundantes fueron el escenario de importantes batallas entre las fuerzas macabeas y seléucidas en la batalla de Emaús durante el período helenístico y entre los cruzados, liderados por Balduino IV, y los ayubíes de Egipto, liderados por Saladino, en la batalla de Montgisard. durante las Cruzadas.

## Residentes notables
- Ida Nudel (nacida en 1931), refusenik y activista
- Danny Cannoch[5]
- Amos Yadlin
- Yuval Harari